# Nessia didactyla
Nessia didactyla (нессія двопала) — вид сцинкоподібних ящірок родини сцинкових (Scincidae). Ендемік Шрі-Ланки.

## Опис
Двопалі нессії мають струнке тіло та широку і тупу голову. На кожній кінцівці у них є по два пальці. Посередні тіла 24-28 рядів лусок. Спина має коричневе забарвлення, кожна луска має темні краї, нижня частина тіла світло-коричнева.

## Поширення і екологія
Двопалі нессії відомі з чотирьох місцевостей, розташованих на півдні округу Курунегала та на півночі округу Кегалле. Вони живуть у вологих тропічних лісах, на кокосових плантаціях та в садах, на висоті від 500 до 1000 м над рівнем моря.

## Збереження
МСОП класифікує цей вид як такий, що перебуває під загрозою зникнення. Nessia didactyla загрожує знищення природного середовища.